# Río Voh
El río Voh es un río de Nueva Caledonia. Tiene un área de influencia de 227 kilómetros cuadrados.